# Сердюцькі дивізії (1917—1918)
Сердю́цькі диві́зії  — назва українських військових формувань у 1917–1918 роках.
- Дві сердюцькі дивізії, створені у листопаді 1917 комендантом Київської військової округи полковником Віктором Павленком (8 піхотних полків, 1 кінний, разом з артилерійськими й інженерними частинами) під командуванням полковника Ю. Капкана й генерала О. Греківа; близько 12 000 вояків. У боях з більшовиками у січні 1918 брали участь 4 полки Сердюцьких дивізій (інші проголосили нейтралітет), але у другій половині січня були демобілізовані (за іншими даними обидві дивізії припинили своє існування після відступу Центральної Ради з Києва на початку лютого 1918 р.[1]); з добровольців створено Окремий Запорізький загін.

- Сердюцька дивізія, створена у липні 1918 урядом гетьмана Павла Скоропадського на зразок російських гвардійських полків з добровольців (18 — 25 літ) і призовників (* 1899), переважно з заможнішого селянства Лівобережжя. У жовтні 1918 нараховувала близько 5 000 бійців; командир полковник Клименко. Під час повстання проти гетьмана перейшли на сторону Директорії майже всі частини Сердюцьких дивізій; з них частина увійшла пізніше до складу Осадного Корпусу Січових Стрільців.

## Військовики дивізії
- Капкан Юрій Євгенович — восени 1917 — командир дивізії.
- Сальський Володимир Петрович — начальник штабу 1-ї Сердюцької дивізії.

## Капелани Дивізії
- Матеюк Антоній
- Павло Пащевський